# Johan Erik Norberg
Johan Erik (von) Norberg, född 12 september (gamla stilen) 1749 i Fellingsbro, död 11 juli 1818 i Tallinn, var en svensk ingenjör.
Norberg blev 1773, efter studier i Uppsala, antagen till stipendiat i mekanik vid Bergsstaten samt utnämndes 1778 till löjtnantmekanikus och 1780 till kaptenmekanikus vid Amiralitetet. Vid den då pågående nya hamnbyggnaden i Karlskrona samt vid inrättandet av Tanto kronobränneri i Stockholm visade han framstående skicklighet och uppfinningsrikhet. År 1793 utnämndes han till bergsråd samt blev ledamot 1798 av Vetenskapsakademien och 1799 av Målar- och bildhuggarakademien; den senare valde honom till "direktör för mekaniken". 
År 1808 innehade Norberg emellertid inte längre sitt bergsrådsämbete och flyttades 1809 av Vetenskapsakademien till utlänningarnas klass. Han hade redan på 1780-talet uppehållit sig en längre tid i utlandet och hade 1804 ånyo lämnat Sverige samt fått anställning först i Danmark och kort därefter i rysk tjänst som mariningenjör. Från 1807 till sin död ledde han byggandet av Revals präktiga hamn efter en av honom uppgjord plan. År 1809 erhöll han rang av verkligt statsråd och därmed excellenstitel samt skrev sig därefter von Norberg. Han arbetade på tekniska förbättringar i brännvinsbränningen, vilken näring han själv drev och gjorde till föremål för flera, även till främmande språk översatta, skrifter.